# Переверзев, Виктор Михайлович
Ви́ктор Миха́йлович Переве́рзев (17 июня 1958, Топчиха, Алтайский край, РСФСР, СССР) — советский гребец, серебряный призёр Олимпийских игр. Заслуженный мастер спорта СССР (1984).
Окончил Азербайджанский государственный институт физической культуры.

## Карьера
На Олимпиаде в Москве Виктор в составе распашной двойки с рулевым завоевал серебряную медаль.